# Flor silvestre
Flor silvestre is een Mexicaanse dramafilm uit 1943 onder regie van Emilio Fernández. De film werd destijds uitgebracht onder de titel Het doornige pad.

## Verhaal
De mooie Esperanza vertelt haar zoon het verhaal van haar leven ten tijde van de Mexicaanse Revolutie. Ze staat haar mannetje in een vijandige omgeving en ze strijdt voor de man die ze liefheeft.

## Rolverdeling
| Acteur                 | Personage         |
| ---------------------- | ----------------- |
| Dolores del Río        | Esperanza         |
| Pedro Armendáriz       | José Luis Castro  |
| Emilio Fernández       | Rogelio Torres    |
| Miguel Ángel Ferriz    | Don Francisco     |
| Armando Soto La Marina | Reynaldo          |
| Agustín Isunza         | Nicanor           |
| Eduardo Arozamena      | Melchor           |
| Mimí Derba             | Doña Clara        |
| Margarita Cortés       | Zus van José Luis |
| Manuel Dondé           | Úrsulo Torres     |